# Inkulturation
Inkulturation bezeichnet den Prozess, Gedanken und Praktiken, die in einer Kultur entstanden oder zum Ausdruck gebracht wurden, auf angemessene Weise in eine andere einzubringen, wobei es im Rahmen eines reziproken hermeneutischen Prozesses zu einer gegenseitigen Befruchtung der Kulturen kommt. Der Begriff ist seit Mitte der 1970er Jahre zu einem „theologischen Grundbegriff“ avanciert.

## Inkulturation in Geschichtswissenschaft und Soziologie
Auch wenn er ursprünglich daher stammt, wird der Begriff Inkulturation in Geschichtswissenschaft und Soziologie nur selten verwendet. Während Kolonialismus oder Kulturimperialismus die Kultur indigener Völker nicht berücksichtigten, sondern versuchten, ihnen einseitig die eigene Kultur überzustülpen, damit aber letztlich nur Ablehnung erzeugten, besagt der Weg der Inkulturation, dass die eigenen Ideen in die andere Kultur eingehen und sich dementsprechend anpassen müssen.
Konkret wird dies etwa, wenn es um die Universalität der Demokratie und Menschenrechte geht. Während die Ideen durchaus als universal gedacht werden können, sei deren Realisierung kulturell geprägt, so dass zum Beispiel das westliche Demokratie- und Menschenrechtsverständnis nicht einfach in islamischen, buddhistischen oder afrikanischen, chinesischen usw. Kontext übertragen werden könne, ohne die dort gewachsenen kulturellen Strukturen zu bedenken und einzubeziehen.
Im politischen Diskurs wird Inkulturation gelegentlich im Sinne einer Integration in eine politische Ordnung verstanden.

## Inkulturation im Christentum
„Inkulturation“ ist zu einem Schlüsselbegriff heutiger Theologie geworden, stellte der katholische Theologe Mariano Delegado 2017 fest. Sie ist die Konsequenz der Lehre von der Menschwerdung Gottes, wie sie der christliche Glaube bekennt, da diese einerseits immer nur konkret in einer Kultur gedacht werden kann, zugleich aber alle Menschen betrifft.
Die Dynamik der Entwicklung und Verbreitung des Christentums in seinen Anfängen wird der Fähigkeit zur Inkulturation zugeschrieben: „Erst in einer sich abgrenzenden und zugleich aufnehmenden Auseinandersetzung mit ägyptischen, hethitischen, sumerischen, babylonischen, persischen und hellenistischen Kulturen gewann das Christentum seine Gestalt“.
So mahnte z. B. im 6. Jh. Papst Gregor I. Augustinus von Canterbury, die heidnischen Kultstätten in England nicht zu zerstören, sondern in christliche Kirchen umzuwandeln, und auch religiöse Erfahrungen der „missionierten Neuchristen“ in das Leben der christlichen Gemeinschaften aufzunehmen, was wesentlich zum Missionserfolg bei den Angelsachsen beitrug. Auch die Missionierung Germaniens durch Bonifatius orientierte sich an einer solchen „Kontextsensibilität“.
Erst in dem Maße, in dem das Christentum sowohl in den Kirchen des Orients und der Orthodoxie, insbesondere aber auch im lateinischen Westen seine Form, Theologie und Ausdrucksweise gefunden hatte, schwand das Bewusstsein dafür, dass dies Prozessen der Inkulturation zu verdanken ist. Tatsächlich tat sich das Christentum lange Zeit und vor allem in der Begegnung Europas mit neuen Kulturen schwer, in der Auseinandersetzung mit neuen und anderen Kulturen sich neuerlich in Frage stellen zu lassen und sich in fortlaufenden Prozessen der Inkarnation weiterzuentwickeln.
Der Ritenstreit um die Inkulturation in China ist ein prominentes Beispiel. Die in seiner Folge erlassenen päpstlichen Verbote wurden erst 1939 (für China) bzw. 1940 (für Indien) aufgehoben.

### Inkulturation als Thema des II. Vatikanums
Auch wenn der Begriff in keinem der Schlussdokumente verwendet wird, bildet das Zweite Vatikanische Konzil die Grundlage dafür, dass die Erneuerung von Theologie und Ritus der Katholischen Kirche nach 1965 wesentlich vom Bemühen um Inkulturation geprägt war (und ist). Bei der Bischofssynode zum 20. Jahrestag des Konzils wurde dessen Intention ausdrücklich im Begriff der Inkulturation gefasst.
Der Begriff der Kultur ist bereits für die Dogmatische Konstitution Gaudium et Spes (1965) zentral und kommt dort 49 Mal vor. Kultur wird dabei explizit normativ verwendet und positiv verstanden als das, was der Mensch zur gelingenden Entfaltung seiner Natur individuell und in Gemeinschaft hervorbringt.
Mit der kulturellen Vielfalt in den eigenen Reihen konfrontiert und durch die Vertreter der katholischen Kirchen des Orients sowie vor allem einige afrikanischer Bischöfe herausgefordert hat das Konzil eine systematische Reflexion darüber formuliert, dass das Christentum von Anfang an seine Form in verschiedenen Kulturen gefunden hat. Auch wenn das Wort noch nicht vorkommt, wurde doch der Sache nach hier erstmals von einem Konzil Inkulturation als grundlegende Praxis des Christentums anerkannt:

„Von Beginn ihrer Geschichte an hat sie (die Kirche) gelernt, die Botschaft Christi in der Vorstellungswelt und Sprache der verschiedenen Völker auszusagen und darüber hinaus diese Botschaft mit Hilfe der Weisheit der Philosophen zu verdeutlichen, um so das Evangelium sowohl dem Verständnis aller als auch berechtigten Ansprüchen der Gebildeten angemessen zu verkünden. (...) Denn so wird in jedem Volk die Fähigkeit, die Botschaft Christi auf eigene Weise auszusagen, entwickelt und zugleich der lebhafte Austausch zwischen der Kirche und den verschiedenen nationalen Kulturen gefördert.“

Das Konzil hat so „die Fähigkeit und Bereitschaft für eine neue Inkulturation der christlichen Botschaft“ festgestellt. Hier wurde das Grundanliegen umgesetzt, weswegen Papst Johannes XXIII. das Konzil einberufen und ihm die Aufgabe gestellt hatte, ein umfassendes, wie er es nannte, Aggiornamento der kirchlichen Lehre, Struktur und Praxis umzusetzen; dabei hatte er nicht nur die Inkulturation von Lehre und Ritus in außereuropäischen Kulturen im Sinn, sondern auch und gerade in die europäischen Kulturen der Gegenwart.

### Inkulturation in Exegese, Liturgie und Spiritualität
Der Begriff Inkulturation war zwar vereinzelt bereits seit den 1920er Jahren verwendet worden. Er setzte sich in der katholischen Kirche erst durch, nachdem er in der Bibelwissenschaft nach dem Konzil Anerkennung gefunden hatte.

« Inculturation a beau être un néologisme, il exprime fort bien l'une des composantes du grand mystère de l'Incarnation. Nous le savons, 'le Verbe s'est fait chair et il a demeuré parmi nous'; ainsi, en voyant Jésus-Christ, 'le fils du charpentier', on peut contempler la gloire même de Dieu. Eh bien, la même Parole divine s'était faite auparavant langage humain, assumant les façons de s'exprimer des diverses cultures qui, d'Abraham au Voyant de l'Apocalypse, ont offert au mystère adorable de l'amour salvifique de Dieu la possibilité de se rendre accessible et compréhensible pour les générations successives, malgré la diversité multiple de leurs situations historiques. Ainsi, 'à maintes reprises et sous maintes formes', Dieu a été en contact avec les hommes et, dans sa bienveillante et insondable condescendance, il a dialogué avec eux par l'intermédiaire des prophètes, des apôtres, des écrivains sacrés, et surtout par le Fils de l'Homme. Et toujours Dieu a communiqué ses merveilles en se servant du langage et de l'expérience des hommes. Les cultures mésopotamiennes, celles d'Egypte, de Canaan, de Perse, la culture hellénique et, pour le Nouveau Testament, la culture gréco-romaine et celle du judaïsme tardif, ont servi, jour après jour, à la révélation de son mystère ineffable de salut. »

„‚Inkulturation‘ ist zwar ein Neologismus, aber er drückt sehr gut eine der Facetten des großen Geheimnisses der Inkarnation aus. Wir wissen, dass ‚das Wort Fleisch geworden ist und unter uns gewohnt hat‘ (Joh 1,14); so kann man, wenn man Jesus Christus, den ‚Sohn des Zimmermanns‘ (Mt 13,55) sieht, die Herrlichkeit Gottes selbst erkennen. Nun, dasselbe göttliche Wort wurde zuvor zur menschlichen Sprache und nahm die Ausdrucksweisen der verschiedenen Kulturen an, die von Abraham bis zum Seher der Apokalypse dem anbetungswürdigen Geheimnis der rettenden Liebe Gottes die Möglichkeit gegeben haben, für die nachfolgenden Generationen zugänglich und verständlich zu sein, trotz der vielfältigen Verschiedenheit ihrer historischen Situationen. So ist Gott ‚immer wieder und in vielerlei Weise‘ (Hebr 1,1), mit den Menschen in Kontakt getreten und hat in seiner gütigen und unergründlichen Herablassung durch die Propheten, die Apostel, die heiligen Schriftsteller und vor allem durch den Menschensohn einen Dialog mit ihnen geführt. Und immer hat Gott seine Wunder mitgeteilt, indem er sich der Sprache und der Erfahrung der Menschen bediente. Die mesopotamischen Kulturen, die Kulturen Ägyptens, Kanaans und Persiens, die hellenische Kultur und für das Neue Testament die griechisch-römische Kultur und die Kultur des späten Judentums dienten Tag für Tag der Offenbarung seines unaussprechlichen Heilsgeheimnisses.“

Die katholische Internationale Theologische Kommission hat in einem Dokument Glaube und Inkulturation 1988 betont, dass schon der Austausch des vom JHWH-Glauben geprägten Volkes Israel mit seiner Umgebung als ein Ausdruck von Inkulturation zu begreifen sei: „Im Alten Testament wurden Kulturen eingeschmolzen und transformiert und so in den Dienst der Offenbarung des Gottes Abrahams gestellt“. Jesus Christus, nach christlichem Glauben der Messias Gottes, und sein Evangelium wurzeln demnach zwar ganz in der religiös-kulturellen Umwelt des Volkes Israel seiner Zeit. Seine Menschwerdung sei aber universell und somit zu allen Zeiten jeweils auf die Inkulturation angewiesen. Inkulturation bewirke immer sowohl die Befruchtung des Glaubens durch das Hineingehen in eine neue Zeit und Kultur, als auch eine Reinigung der Kulturen durch das Evangelium. Wichtig sei dabei, dass die Vielfalt der Inkarnationen immer in Bezug zur Einheit des kirchlichen Glaubens bleibe. Das Dokument würdigt Volksfrömmigkeit als eine wertvolle – wenn auch immer kritisch zu reflektierende – Form der Inkulturation und sieht die Befruchtung des christlichen Glaubens in Ländern, deren Kultur von nichtchristlichen Religionen geprägt ist, sowie auch grundsätzlich den Dialog der Religionen positiv.
Infolge des Konzils gab es vor allem in den katholischen Ortskirchen Asiens und Afrikas Bemühungen, die Liturgie und Lehre der Kirche in die jeweiligen Kulturen zu inkulturieren – mitunter von Bemühungen des Vatikans konterkariert, die Dominanz der europäisch-lateinischen Kultur zu restaurieren. Die vatikanische Instruktion Liturgicam Authenticam (2001) z. B. lobt den römischen Ritus als „ein kostbares Beispiel und Instrument wahrer Inkulturation“ und nimmt zugleich dies als Grund, nachkonziliare Inkulturationen dieses Ritus von „Auslassungen oder Irrtümer“ reinigen zu müssen; insbesondere Übersetzungen müssten sich möglichst an den lateinischen Texten auch in Aufbau und Struktur orientieren. Auch die sich seit den 1970er Jahren entwickelnde Diskussion um eine Theologie der Befreiung in Bereichen der Kirchen Lateinamerikas gehört in den Kontext eines kirchlichen Ringens um Inkulturation, hier besonders unter den Armen.
Die Versuche einer Inkulturation des christlichen Glaubens wurden von Papst Johannes Paul II. gewürdigt und gefördert, der als Nicht-Italiener die besondere Ausformung christlicher Spiritualität in den slawischen Kulturen kannte und die Bedeutung der Durchdringung der vielen Kulturen durch das Evangelium betonte. Für ihn ist „ein Glaube, der nicht Kultur wird, kein voll angenommener, kein ganz durchdachter und kein treu gelebter Glaube“. Ausführlich hatte schon Papst Paul VI. die Notwendigkeit einer Begegnung von Kultur und Evangelium in seiner Enzyklika Evangelii nuntiandi (1975) herausgestellt.
Ein konkretes Beispiel für Fragen der Inkulturation in Westafrika bietet der katholische Theologe Adechina Samson Takpé (Benin) in einer vergleichenden Analyse „Vodún-Kult und christlicher Gottesdienst. Ein Vergleich aus christlicher Perspektive“. Er kommt dabei zu dem Schluss: „Zu den meisten Komponenten der christlichen Liturgie lassen sich entsprechende Elemente im Vodún-Kult finden: Das Fa-Orakel und seine Deutung weist ähnliche Merkmale wie der christliche Wortgottesdienst auf, die Darbringung der Opfer erinnert an die christliche Opfergabe, der Kolanuss-Ritus an die christliche Kommunionausteilung, der Segen des Bokonon (Vodún-Priesters) an den priesterlichen Segen, die Gesänge und Tänze zum Lob Gottes oder der Gottheiten an christliche Lobgesänge. Auch die Sakramente und Sakramentalien finden ihre Gegenstücke im Vodún-Kult: Der erste Schritt des Initiationsritus ähnelt der Taufe, komplementäre Initiationsstufen ähneln der Firmung, Versöhnungsfeiern und Reinigungsriten den Bußfeiern, die traditionelle Krankenpflege entspricht in etwa der christlichen Krankensalbung, die rituelle Ehe entspricht der christlichen Trauung, die Vodún-Priesterweihe lässt sich in Beziehung bringen mit der christlichen Priesterweihe, die Amulette mit den Sakramentalien usw.“ Zugleich zieht Takpé eine Grenzsetzung : „Nichtsdestoweniger gilt: Aufgrund der Unüberbietbarkeit der christlichen Eucharistie, in der sich Jesus Christus selbst, der Sohn Gottes, ‚als der Altar, der Priester und das Opfer‘ für das Heil der Welt opfert und angesichts der wesentlichen Unterschiede kommt es aus christlicher Sicht nicht in Frage, Polylatrie, Geisterverehrung, Ahnenverehrung und den Kult der Vodún-Statuen in irgendeiner Weise als gültige Pendants zur Verehrung des dreieinen Gottes, zur Verehrung der Engel, der Heiligen und zum christlichen Bilderkult in die Waage zu legen. Es geht vielmehr darum, diese Voraussetzungen als Grundlagen für eine adäquate Inkulturation anzusehen, die auf Basis gründlicher Hermeneutik den notwendigen Bruch dazwischen bezeichnet und zugleich eine fruchtbare Brücke zwischen beiden aufbaut.“

### Inkulturation und Theologie
Die Reflexion der Bedingungen und Realisierungen von Inkulturation wird in der Interkulturellen Theologie mit kultur- und religionswissenschaftlichen Methoden geleistet.
Während in der katholischen Kirche Inkulturation ein gängiger Begriff für die Herausforderungen einer globalen Kirche ist, wird der Begriff in der evangelischen Theologie eher beiläufig verwendet
Der Interkulturellen Theologie wird die Aufgabe zugewiesen, „Kategorien wie Synkretismus und Fundamentalismus oder Inkulturation und Dialog“ zu klären.